# St. James’s Park

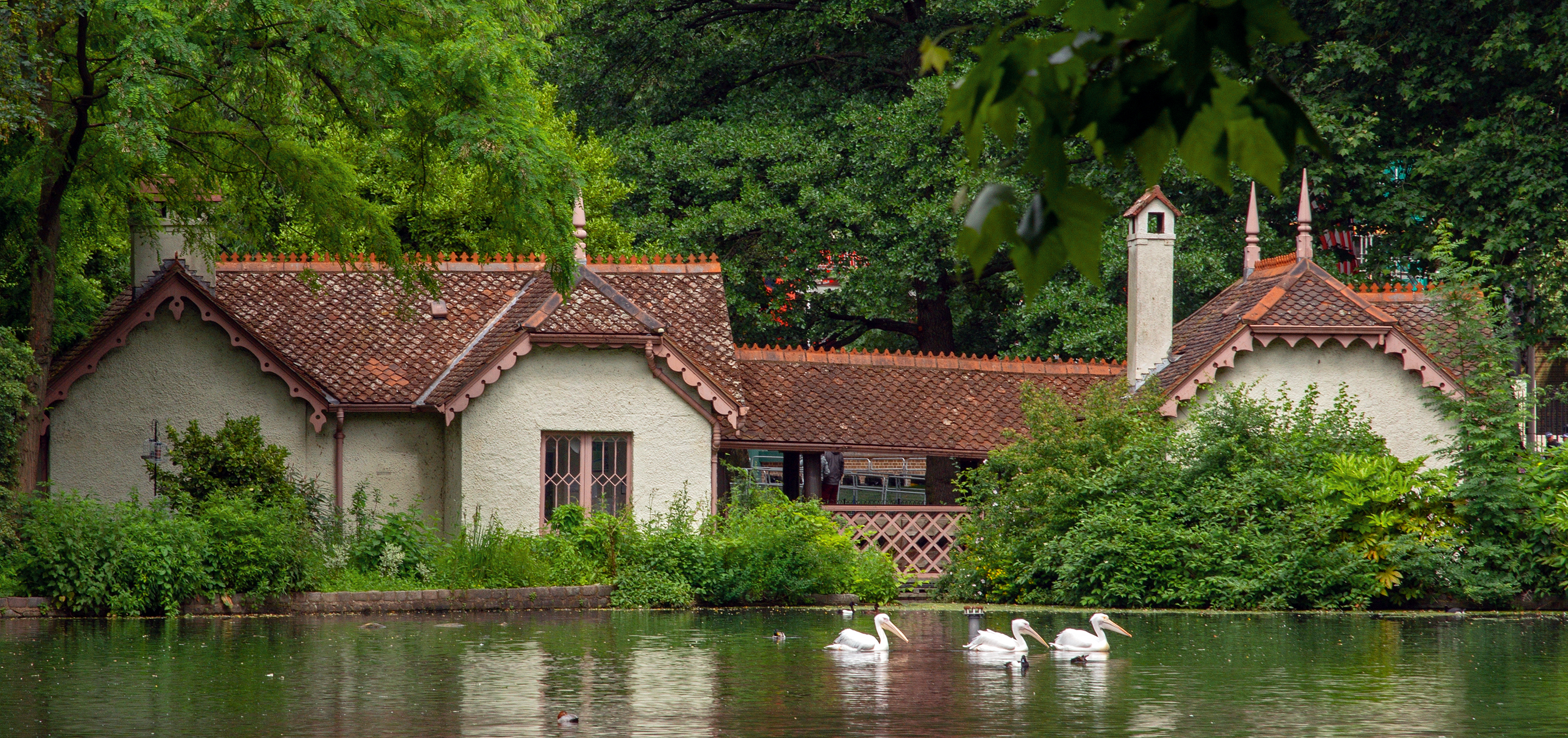
Domek ptasznika na Duck Island

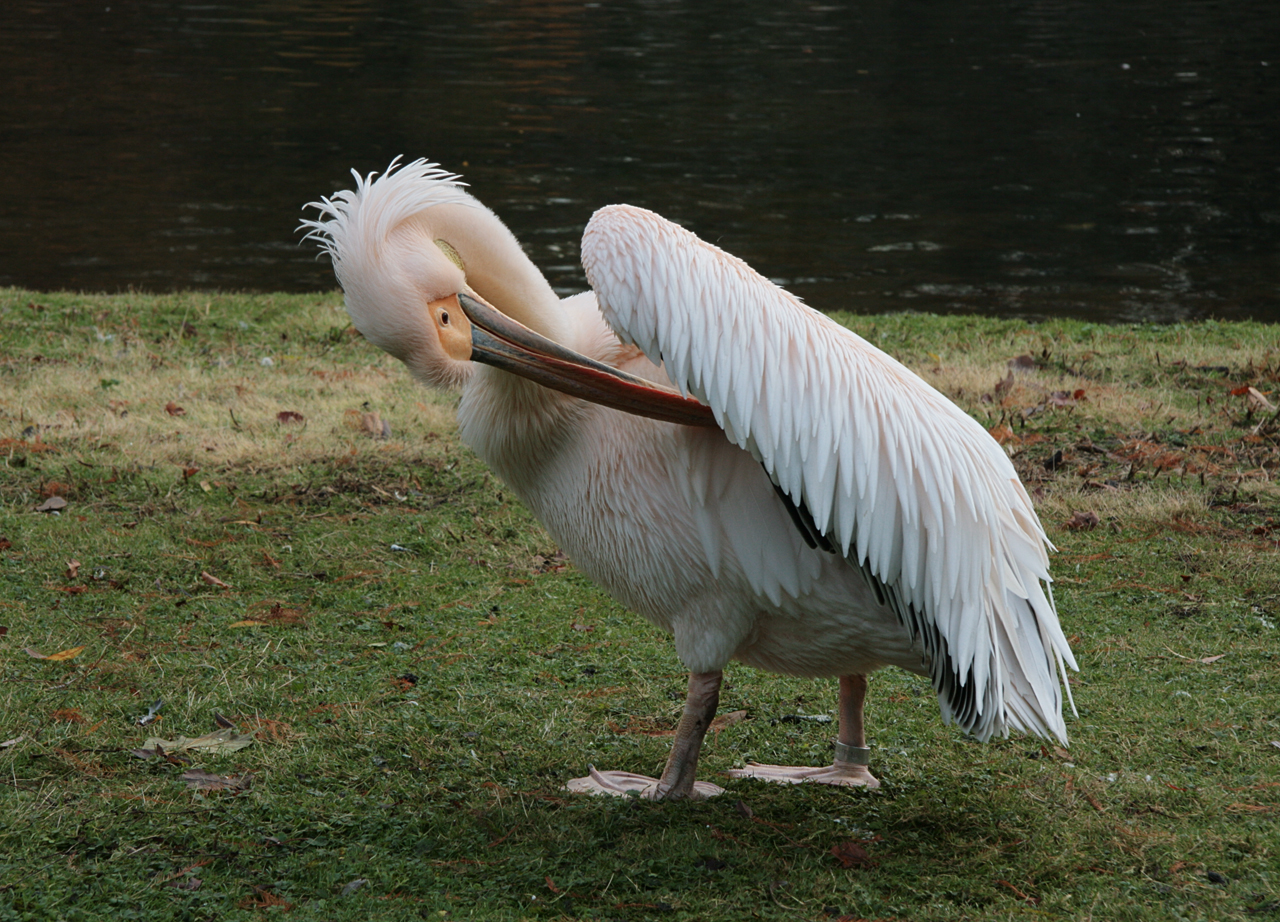
Pelikan w St. James’s Park

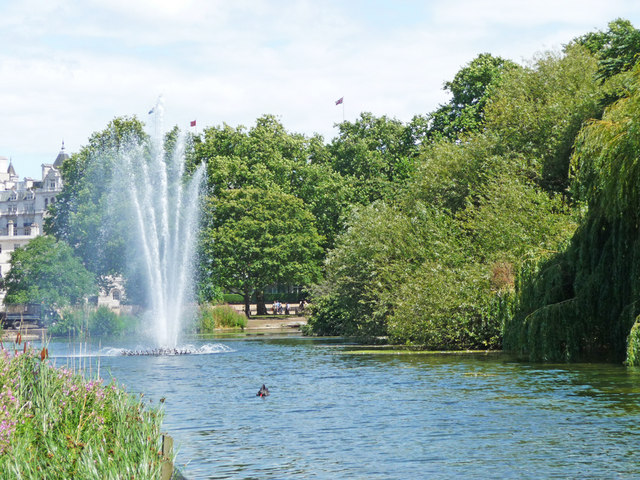
Tiffany Fountain

St. James’s Park (tłum. „park św. Jakuba”) – najstarszy z królewskich parków w Londynie, położony  w dzielnicy City of Westminster, pomiędzy Pałacem Buckingham, Pałacem Westminsterskim i St. James’s Palace.
St. James’s Park jest wpisany na listę angielskiego dziedzictwa narodowego (ang. National Heritage List for England) pod numerem 1000483.

## Położenie

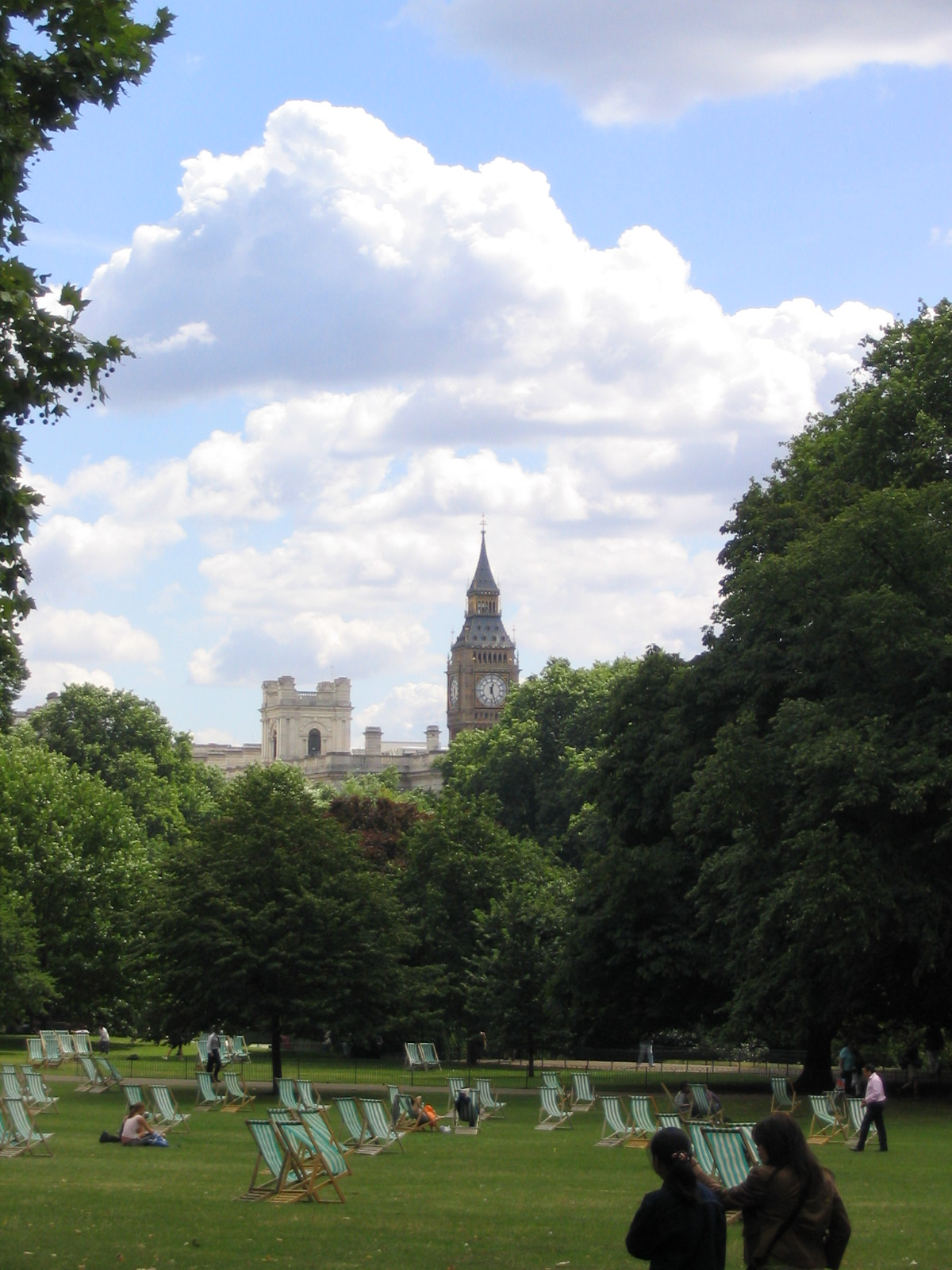
Widok na Big Bena

St James’s Park znajduje się w centrum Londynu, w dzielnicy City of Westminster . Zajmuje ok. 32 ha (0,32 km²) a jego granice wyznaczają ulice The Mall na północy i Birdcage Walk na południu, tyły budynków rządowych związanych z Whitehall na północnym wschodzie (granica Horse Guards Parade) a bramy Pałac Buckingham na zachodzie . 
Przy parku położone są trzy pałace: Pałac Buckingham (ok. 200 m na zachód ), Pałac Westminsterski (400 m na południowy wschód ) i St. James’s Palace .
Główną bramą do parku jest Marlborough Gate po południowo-wschodniej stronie The Mall. Inne wejścia to Queen Anne’s Gate, Buckingham Gate i Storey’s Gate .

## Historia
St James’s Park jest najstarszym parkiem królewskim w Londynie, powstałym w miejscu podmokłej łąki . W 1532 roku król Henryk VIII (1491–1547) nabył teren, by założyć tu park jeleni . Wcześniej znajdował się tu XIII-wieczny szpital św. Jakuba dla trędowatych, od którego pochodzi nazwa parku . Henryk VIII przebudował szpital na domek myśliwski , późniejszy St. James’s Palace . Za panowania królowej Elżbiety I (1533–1603) w parku powstała aleja na linii wschód-zachód (The Mall)  i organizowano tu różne festyny . 
Król Jakub I (1566–1625) poprawił drenaż i gospodarkę wodną parku . Jakub I trzymał w parku egzotyczne zwierzęta, m.in. wielbłądy, krokodyle i słonia . Za jego panowania założono także ogród kwiatowy  oraz sad morwowy w części zachodniej . 
Za panowania Karola II park został przeprojektowany – projekt stworzył najprawdopodobniej francuski architekt krajobrazu André Mollet . W centralnym punkcie powstał prosty kanał o długości 2560 stóp i szerokości 125 stóp, otoczony z każdej strony alejami nasadzonych drzew . Na wschodnim krańcu kanału znalazł się patte d’oie ze  ścieżkami obsadzonymi drzewami . Park został otwarty dla publiczności . Rozgrywano tu partie „Pelle Melle”, od czego pochodzą dzisiejsze nazwy „Pall Mall” i „The Mall” . W 1664 roku rosyjski ambasador podarował królowi dla parku parę pelikanów, co zapoczątkowało zwyczaj obdarowywania króla tymi ptakami przez ambasadorów . Do dziś pelikany są jedną z atrakcji parku . 
W epoce georgiańskiej w parku powstał plac defilad Horse Guards Parade . W 1761 roku rodzina królewska kupiła Buckingham House .
W latach 20. XIX w. park został przeprojektowany przez angielskiego architekta Johna Nasha (1752–1835), który nadał mu charakter romantyczny . Przebiegający przez park kanał został przekształcony w sztuczne jezioro . W 1837 roku Towarzystwo Ornitologiczne Londynu (ang. Ornithological Society of London) wypuściło w parku ptaki i wybudowało domek dla ptasznika (ang. Duck Island Cottage), który zachował do dziś . W XIX w. bezpośrednio obok St. James’s Palace wzniesiono Clarence House na zamówienie księcia Clarence, późniejszego króla Wilhelma IV (1765–1837) . W 1857 roku nad jeziorem wzniesiono most wiszący, który w 1957 roku zastąpiono konstrukcją betonową . W 2004 roku park odrestaurowano, by jak najwierniej odtworzyć założenie Nasha . 
St. James’s Park jest wpisany na listę angielskiego dziedzictwa narodowego (ang. National Heritage List for England) pod numerem 1000483 .

## Opis
Współczesny wygląd parku odzwierciedla projekt Nasha . 
W parku znajduje się niewielkie sztuczne jezioro o nazwie St. James’s Park Lake (o powierzchni 4,6 ha ), z dwiema wyspami, Duck Island w części wschodniej oraz West Island w części zachodniej. Duck Island, wzniesiona w 1665 roku, stała się ostoją dla kaczkowatych. Gniazdują tu również łabędzie nieme i pelikany (w parku żyje 40 pelikanów). Jezioro otoczone jest żelaznymi balustradami sięgającymi do pasa, które chronią kolonie ptactwa . Pośrodku zbiornika znajduje się fontanna Tiffany Fountain, wyrzucająca wodę na wysokość 20 stóp (6 m).
Most biegnący nad jeziorem The Blue Bridge pozwala zobaczyć wschodnią stronę Pałacu Buckingham i Horse Guards Parade oraz Big Bena i London Eye na wschodzie.
Horse Guards Parade jest miejscem corocznej ceremonii Trooping the Colour w dniu urodzin Królowej w czerwcu.

### Flora i fauna
Większość drzew w parku to platany; mniej licznie rosną tu także dęby szkarłatne, morwy czarne i figowce.
Oprócz ptactwa wodnego (m.in. krzyżówek, czernic, tadorn czy krakw) na terenie parku występują: raniuszki zwyczajne, modraszki zwyczajne, bogatki zwyczajne, rudziki, kosy, strzyżyki, dzięcioły duże i puszczyki zwyczajne. Ze ssaków występują tu: lisy, myszarki zaroślowe, szczury wędrowne, wiewiórki szare oraz nietoperze – karliki malutkie.